# Strzyżewice (gmina)
Strzyżewice (hist. gmina Piotrowice) – gmina wiejska w województwie lubelskim, w powiecie lubelskim. W latach 1975–1998 gmina położona była w województwie lubelskim. Stanowi część aglomeracji lubelskiej.
Siedzibą gminy są Strzyżewice.
Według danych z 30 czerwca 2004 gminę zamieszkiwało 7525 osób. Bilans sporządzony na podstawie wyników Narodowego Spisu Ludności 2011, wykazał, że 31 grudnia 2011 roku gminę zamieszkiwały 7753 osoby.

## Historia
Gmina Strzyżewice powstała 1 stycznia 1867 roku, za Królestwa Polskiego, kiedy to należała do powiatu lubelskiego w guberni lubelskiej.
Gmina została zniesiona w 1874 roku, a z jej obszaru i z obszaru zniesionej gminy Tuszów utworzono gminę Piotrowice.
W Piotrowicach znajduje się Cmentarz wojenny z I wojny światowej.
Gminę Strzyżewice reaktywowano w 1973 roku, w powiecie bychawskim.

## Struktura powierzchni
Według danych z roku 2002 gmina Strzyżewice ma obszar 108,84 km², w tym:
- użytki rolne: 82%
- użytki leśne: 15%

Gmina stanowi 6,48% powierzchni powiatu.

## Demografia

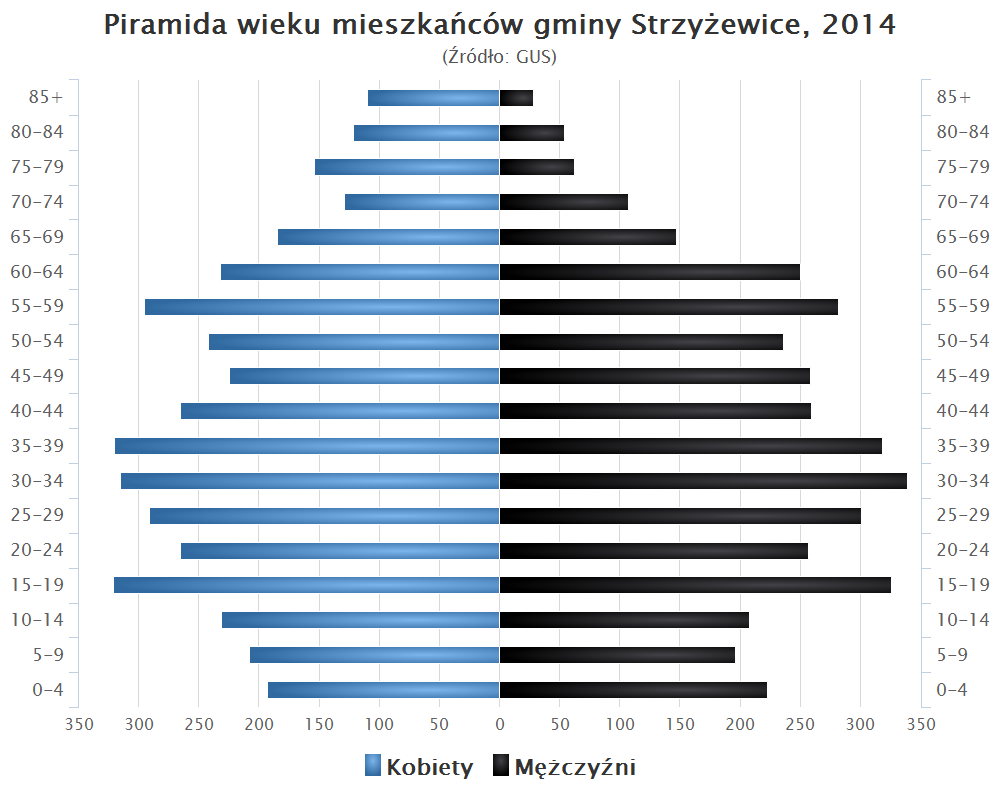
Piramida wieku mieszkańców gminy Strzyżewice w 2014 roku

Dane z 30 czerwca 2004:
| Opis                              | Ogółem | Ogółem | Kobiety | Kobiety | Mężczyźni | Mężczyźni |
| --------------------------------- | ------ | ------ | ------- | ------- | --------- | --------- |
| jednostka                         | osób   | %      | osób    | %       | osób      | %         |
| populacja                         | 7525   | 100    | 3823    | 50,8    | 3702      | 49,2      |
| gęstość zaludnienia (mieszk./km²) | 69,1   | 69,1   | 35,1    | 35,1    | 34        | 34        |

## Zabytki na terenie gminy
Do rejestru zabytków wpisane są następujące obiekty z terenu gminy (stan na dzień 20 grudnia 2010 roku:

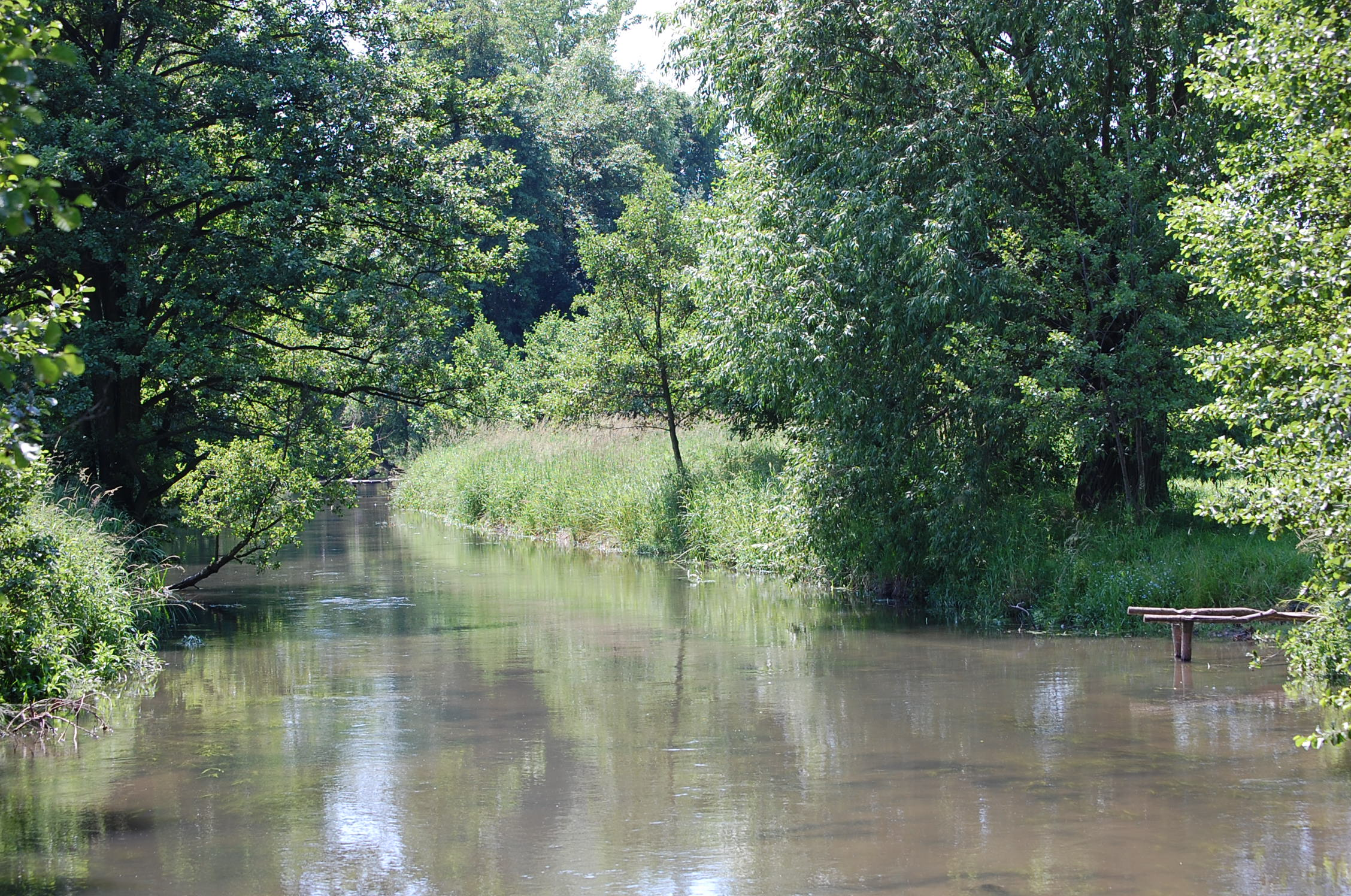
Odcinek Bystrzycy w Osmolicach

| adres                 | nazwa                                         | numer rejestru | data decyzji | długość i szerokość geograficzna                |
| --------------------- | --------------------------------------------- | -------------- | ------------ | ----------------------------------------------- |
| Kiełczewice Dolne     | cmentarz wojenny z I wojny światowej, 1914 r. | A/1086         | 14.07.1993   |                                                 |
| Kiełczewice Dolne     | cmentarz wojenny z I wojny światowej, 1914 r. | A/1080         | 31.12.1992   |                                                 |
| Kiełczewice Maryjskie | cmentarz wojenny z I wojny światowej, 1914 r. | A/1079         | 31.12.1992   | 51°00′36,83″N 22°28′05,66″E/51,010231 22,468239 |
| Bystrzyca Nowa        | cmentarz wojenny z I wojny światowej          | A/1012         | 19.09.1990   |                                                 |
| Bystrzyca Nowa        | ruiny zamku, XVI/XVII w.                      | A/293          | 21.03.1967   |                                                 |
| Osmolice              | zespół pałacowy, 1. poł. XIX w.               | A/720          | 22.06.1977   | 51°06′20,80″N 22°29′46,77″E/51,105778 22,496325 |
| Piotrowice            | zespół dworski, XVIII – 2. poł. XIX w.        | A-1091         | 28.12.1993   | 51°05′11″N 22°28′33″E/51,086389 22,475833       |
| Pszczela Wola         | zespół pałacowy, 2. poł. XIX w.               | A/702          | 9.12.1975    | 51°06′47,90″N 30°28′04,88″E/51,113306 30,468022 |
| Strzyżewice           | kuźnia, poł. XIX w.                           | A/276          | 31.03.1967   | 51°02′57,73″N 22°26′55,62″E/51,049369 22,448783 |
| Żabia Wola            | aleja lipowa Prawiedniki – Żabia Wola         | A/335          | 17.07.1967   | 51°06′36,59″N 22°30′11,46″E/51,110164 22,503183 |
| Żabia Wola            | zespół dworski Tuszów, poł. XIX w.            | A/758          | 13.04.1978   | 51°05′30,22″N 22°31′24,53″E/51,091728 22,523481 |

## Sołectwa
Borkowizna, Bystrzyca Nowa, Bystrzyca Stara, Dębina, Dębszczyzna, Franciszków, Iżyce, Kajetanówka, Kiełczewice Dolne, Kiełczewice Górne, Kiełczewice Maryjskie, Kiełczewice Pierwsze, Kolonia Kiełczewice Dolne, Osmolice Pierwsze, Osmolice Drugie, Pawłów, Pawłówek, Piotrowice, Polanówka, Strzyżewice, Żabia Wola.
Bez statusu sołectwa jest osada Pszczela Wola.

## Sąsiednie gminy
Bychawa, Głusk, Jabłonna, Lublin, Niedrzwica Duża, Wilkołaz, Zakrzówek